# Gaziantepspor Kulübü 2013-2014

## Rosa
| N. |                         | Ruolo | Calciatore            |
| -- | ----------------------- | ----- | --------------------- |
| 1  | Lituania (bandiera)     | P     | Žydrūnas Karčemarskas |
| 2  | Turchia (bandiera)      | D     | Mustafa Avcı          |
| 3  | Turchia (bandiera)      | D     | Şenol Can             |
| 5  | Montenegro (bandiera)   | D     | Ivan Kecojević        |
| 6  | Turchia (bandiera)      | C     | Orhan Gülle           |
| 8  | Turchia (bandiera)      | C     | Bekir Ozan Has        |
| 9  | Lituania (bandiera)     | C     | Darvydas Šernas       |
| 10 | Turchia (bandiera)      | A     | Muhammet Demir        |
| 11 | Turchia (bandiera)      | A     | İbrahim Akın          |
| 12 | Burkina Faso (bandiera) | A     | Abdou Traoré          |
| 13 | Turchia (bandiera)      | D     | Kemal Tokak           |
| 14 | Austria (bandiera)      | D     | Ekrem Dağ             |
| 15 | Turchia (bandiera)      | A     | Serdar Özbayraktar    |
| 18 | Camerun (bandiera)      | C     | Gilles Augustin Binya |
| 19 | Turchia (bandiera)      | C     | İbrahim Halil Yaşar   |
| 20 | Turchia (bandiera)      | C     | Taşkın Çalış          |
| 21 | Francia (bandiera)      | A     | Mustafa Durak         |
| 22 | Turchia (bandiera)      | C     | İbrahim Halil Keser   |

| N. |                                 | Ruolo | Calciatore       |
| -- | ------------------------------- | ----- | ---------------- |
| 28 | Bosnia ed Erzegovina (bandiera) | C     | Semir Štilić     |
| 37 | Turchia (bandiera)              | C     | Berkan Karadeniz |
| 41 | Turchia (bandiera)              | P     | Özden Öngün      |
| 59 | Turchia (bandiera)              | P     | Serdar Kulbilge  |
| 67 | Turchia (bandiera)              | D     | Uğur Kavuk       |
| 93 | Turchia (bandiera)              | C     | Tufan Kelleci    |
| 95 | Turchia (bandiera)              | A     | Serhan Yılmaz    |
| 96 | Turchia (bandiera)              | C     | Hüseyin Teker    |
|    | Turchia (bandiera)              | P     | Mahmut Bezgin    |
|    | Turchia (bandiera)              | P     | Eray Birniçan    |
|    | Turchia (bandiera)              | D     | Süleyman Özdamar |
|    | Turchia (bandiera)              | C     | Oktay Delibalta  |
|    | Turchia (bandiera)              | C     | Orkan Çınar      |